# Georgina Adam
Georgina Adam (24 de marzo de 2000) es una deportista de Reino Unido que compite en atletismo. Ganó una medalla de bronce en el Campeonato Mundial de Atletismo Sub-20 de 2018, en la prueba de 4 × 100 m.